# とんすけ
とんすけ（英: Thumper）は、ウォルト・ディズニー・カンパニーのアニメーション映画『バンビ』および『バンビ2 森のプリンス』に登場する架空のウサギのキャラクターである。左後ろ足をトントンと叩く癖があることで知られている。ウォルト・ディズニー・パーク&リゾートでは、ファンタジーランドとディズニー・アニマル・キングダムのキャラクターとして、青年期のとんすけが登場する。
とんすけは、『バンビ』の制作に重要な影響を与え、この映画は真面目すぎて商業的でないような、大人びたトーンで制作が始まった。4歳のピーター・ベーンが声を担当し、当初は脇役だったとんすけのキャラクターを拡大し、幼い動物たちに焦点を当てた物語となった。
1923年に出版されたフェーリクス・ザルテンの小説『バンビ』に登場するウサギの友達を、ディズニーが映画化したものである。性格や見た目の特徴は、ビアトリクス・ポターの『ベンジャミンバニーのおはなし』を参考にした。本物のウサギとは異なり、とんすけには肉球が描かれている。
ディズニー・コンシュマー・プロダクツは、とんすけをメインキャラクターとするスピンオフ・フランチャイズ『ディズニー・バニーズ』をスタートさせた。

## 映画出演
バンビが森の生き物に若き王子として初めて紹介されるのを見ながら、とんすけというキャラクターが初めて登場する。バンビのことを「なんだかふらふらする」と言ったが、母親に叱られ、「いいことが言えないなら、何も言うな」と、その日の朝に父親から言われたことを繰り返した。この道徳は、現在では「サンパーの原理」「サンパーのルール」「サンパーの法則」などの名で知られている。
数日後、まだ不安定なバンビが母親と外出した先で、とんすけと再会し、バンビにいろいろな芸、特に言葉を教えることになった。特に「鳥」と「花」は、バンビが偶然スカンクの子供の名前に使ってしまった言葉である。とんすけはバンビを訂正しようとしたが、スカンクは「いいんだよ。もし、彼が私のことをフラワーと呼びたければ、そう呼べばいい。私は気にしない」と言った。この出会いによって、3匹は友達になり、また寛容と気安さの美徳を学ぶことができた。
冬になると、とんすけはバンビに氷の上のスケートを教えようとするが、バンビはまたまたふらふらになってしまう。
『バンビ2 森のプリンス』では、妹たちから隠れてバンビに勇気を与えようとするとんすけが再び登場し、父親の印象を良くしようとする。2005年3月1日に発売された『バンビ』のプラチナエディションに同梱されたビデオストーリーブック『Thumper Goes Exploring』の主人公にもなった。
1988年の映画『ロジャー・ラビット』のラストシーンでは、トゥーンの群れの中に青年期のとんすけの姿が見られる。また、映画のワンシーンでロジャー・ラビットの叔父として言及されている。
とんすけは、バンビ、フラワーとともに、映画『ライオン・キング3 ハクナ・マタタ』のエンディングにも登場する。ティモンとプンバァが『ライオン・キング』の物語を自分たちのバージョンで訪れ、映画を見終わると、ティモンの母親とマックスおじさんがもう一度見たいと言い出し、ティモンを苛立たせる。シンバ、ナラ、白雪姫、ダンボ、バンビ、とんすけ、フラワー、ピーター・パンなど、多くのキャラクターが参加しているため、ティモンはプンバァにリモコンを渡し、映画の再上映を許可する。

## 比喩的な使用
とんすけの英語名である「サンパー（英: Thumper）」は、女性を指すときに、かわいらしいペットの比喩として使われる。「バンビ」と「サンパー」は、1971年のジェームズ・ボンド映画『007/ダイヤモンドは永遠に』に登場する2人の女性ボディーガードの名前である。
『リトル・ブリテン』でアンディ・ピプキンがウサギの代わりにルーに買ってもらった蛇に「サンパー」という名前がついている。
アメリカのB-29には、映画と同じウサギが爆弾を叩いている姿が描かれており、映画のようにとんすけが足を地面に打ち付けている様子を演出し、「サンパー」の名前が使われている。とんすけのように地面を叩くのは、第二次世界大戦で爆撃機が爆弾を積んで地面を叩いたのと同じ方法である。